# Joe Wright
Pour les articles homonymes, voir Wright.
Joseph Wright, dit Joe Wright [ d͡ʒəʊ ɹaɪt], né le 25 août 1972 à Londres (Royaume-Uni), est un réalisateur britannique.
Il est surtout connu pour avoir réalisé les films Orgueil et Préjugés (2005) et Reviens-moi (2007).

## Biographie

### Enfance et confirmation
Joe Wright s'est toujours intéressé à l'art, en particulier à la peinture. Il réalisait aussi des films avec une caméra Super 8 et participait le soir à un club de théâtre. Dyslexique, Wright a quitté l'enseignement secondaire sans diplôme.
Son père, qui avait 65 ans à la naissance de Joe, possédait un théâtre de marionnettes. Il commença sa carrière en y travaillant. À 19 ans, il perd son père. Il prit des cours à l'Anna Scher Theatre School et joua sur scène et au cinéma. Il suivit une année d'études artistiques au Camberwell College of Arts, avant d'obtenir un diplôme en beaux-arts et en cinéma au Central St Martins. Lors de sa dernière année d'études, il reçut un bourse et fit un court-métrage pour la BBC qui reçut plusieurs récompenses. Après ce succès, on lui confia le script de la série télévisée Nature Boy. Il réalisa ensuite la série Bodily Harm avec Timothy Spall et Charles II : Le pouvoir et la passion avec Rufus Sewell, qui remporta le BAFTA Award pour la meilleure série dramatique.
Il est le plus jeune réalisateur à avoir fait l'ouverture de la Mostra de Venise, à 35 ans, avec le film Reviens-moi.
Lui et l'actrice Keira Knightley ont, par six fois, collaboré 
(sur les films Orgueil et Préjugés, Reviens-moi, Anna Karénine, sur deux publicités pour la marque Chanel ainsi que pour un spot publicitaire contre les violences domestiques).

### Vie privée
Il a été fiancé à Rosamund Pike, rencontrée sur le plateau d'Orgueil et Préjugés, mais ils se sont séparés en 2008. En octobre 2010, il a épousé Anoushka Shankar avec laquelle il a eu un fils, Zubin, en 2011.
Depuis 2018, il est en couple avec l'actrice Haley Bennett. Ils ont une fille, Virgina Willow Wright, née le 31 décembre 2018.

## Filmographie
Sauf indication contraire, les informations mentionnées dans cette section peuvent être confirmées par la base de données cinématographiques IMDb,  présente dans la section « Liens externes ».

### Cinéma

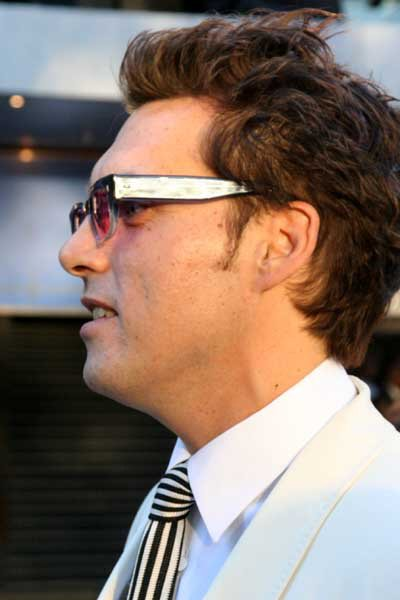
À la première londonienne de Reviens-moi, en 2007

- 1997 : Crocodile Snap (court métrage)
- 1998 : The End (court métrage)
- 2005 : Orgueil et Préjugés (Pride & Prejudice)
- 2007 : Reviens-moi (Atonement)
- 2009 : Le Soliste (The Soloist)
- 2011 : Hanna
- 2012 : Anna Karénine (Anna Karenina)
- 2015 : Pan
- 2017 : Les Heures sombres (Darkest Hour)
- 2021 : La Femme à la fenêtre (The Woman in the Window)
- 2021 : Cyrano

### Télévision
- 2000 : Nature Boy (mini-série)
- 2002 : Bodily Harm (mini-série)
- 2003 : Charles II: The Power & the Passion (mini-série)
- 2016 : Black Mirror (épisode Chute libre)
- 2025 : M - L'Enfant du siècle (mini-série)[3]

### Publicités
- 2008 : Coco Mademoiselle (publicité avec Keira Knightley)
- 2010 : Cut Movie (publicité dénonçant la violence conjugale)
- 2011 : Coco Mademoiselle (publicité avec Keira Knightley)
- 2014 : Coco Mademoiselle (publicité avec Keira Knightley)

## Distinctions

### Récompenses
- Golden Globes (2008) : meilleur film dramatique pour le film Reviens-moi
- BAFTA Awards (2006) : prix du meilleur espoir derrière la caméra pour Orgueil et Préjugés[4]
- Boston Society of Film Critics Award : prix du meilleur nouveau réalisateur pour Orgueil et Préjugés

### Nominations
- Orgueil et Préjugés
  - Chicago Film Critics Association : prix du meilleur nouveau réalisateur
  - Empire Awards : prix du meilleur réalisateur
  - London Film Critics' Circle :prix du meilleur nouveau réalisateur
- Reviens-moi
  - Oscars (2008) : Oscar du meilleur film
  - Mostra de Venise (2008) : Lion d'or
  - BAFTA du meilleur réalisateur
  - Broadcast Film Critics Association Award : prix du meilleur réalisateur
  - Golden Globe Award : Golden Globe du meilleur réalisateur
  - London Film Critics Circle Award : prix du meilleur réalisateur
  - Southeastern Film Critics Association Awards : prix du meilleur réalisateur
  - Washington D.C. Area Film Critics Association Awards : prix du meilleur réalisateur